# Rejon hajworoński
Rejon hajworoński – jednostka administracyjna wchodząca w skład obwodu kirowohradzkiego Ukrainy.
Rejon utworzony w 1935, ma powierzchnię 695 km² i liczy około 37 tysięcy mieszkańców. Siedzibą władz rejonu jest Hajworon.
Na terenie rejonu znajdują się 1 miejska rada, 2 osiedlowe rady i 16 silskich rad, obejmujących w sumie 26 wsi.

## Miejscowości rejonu
- Bandurowe (Бандурове)
- Berezówka[2] [(Березівка)
- Berestiahy (Берестяги)
- (Бугове)
- Chaszczowata (Хащувате)
- (Чемерпіль)
- Czerwone[3] (Червоне)
- (Червоні Маяки)
- (Долинівка)
- Hajworon (Гайворон)
- (Казавчин)
- (Котовка)
- Mohylne[4] (Могильне)
- Moszczene[5] (Мощене)
- Oknina[6] (Вікнина)
- (Орджонікідзе)
- Perejampol[7] (Переямпіль)
- (Прогрес)
- (Солгутове)
- Salkowe[8] (Салькове)
- (Соломія)
- (Таужне)
- Taszlik (Ташлик)
- Topili[9] (Тополі)
- (Тракт)
- (Вільховецьке)
- Zawale[10] (Завалля)
- (Жакчик)
- (Жовтневе)